# Straßenbahn Sarajevo
| \| \| \| Ilidža \| \| \| \| \| Energoinvest \| \| \| \| \| Stup \| \| \| \| \| Oslobođenje \| \| \| \| \| Avaz (Nedžarići) \| \| \| \| \| Alipašino polje \| \| \| \| \| RTV \| \| \| \| \| Miljacka \| \| \| \| \| Alipašin most \| \| \| \| \| Depot \| \| \| \| \| Otoka \| \| \| \| \| Čengić vila \| \| \| \| \| Dolac Malta \| \| \| \| \| Socijalno \| \| \| \| \| Pofalići \| \| \| \| \| Univerzitet \| \| \| \| \| Željeznička stanica \| \| \| \| \| Tehnička škola (Muzeji) \| \| \| \| \| Marijin Dvor \| \| \| \| \| \| \| \| \| \| Hamze Hume \| \| \| \| \| Skenderija \| \| \| \| \| Park \| \| \| \| \| Pošta \| \| \| \| \| Banka \| \| \| \| \| Drvenija \| \| \| \| \| Katedrala \| \| \| \| \| Latinska ćuprija \| \| \| \| \| Baščaršija \| \| \| \| \| Vijećnica \| \| \| \| \| \| \| |  |                         |                         |
| U-Bahn-Kopfbahnhof Streckenanfang |  | Ilidža                  | Ilidža                  |
| U-Bahn-Haltepunkt / Haltestelle |  | Energoinvest            | Energoinvest            |
| U-Bahn-Haltepunkt / Haltestelle |  | Stup                    | Stup                    |
| U-Bahn-Haltepunkt / Haltestelle |  | Oslobođenje             | Oslobođenje             |
| U-Bahn-Bahnhof |  | Avaz (Nedžarići)        | Avaz (Nedžarići)        |
| U-Bahn-Haltepunkt / Haltestelle |  | Alipašino polje         | Alipašino polje         |
| U-Bahn-Haltepunkt / Haltestelle |  | RTV                     | RTV                     |
| U-Bahn-Brücke über Wasserlauf |  | Miljacka                | Miljacka                |
| U-Bahn-Haltepunkt / Haltestelle |  | Alipašin most           | Alipašin most           |
| U-Bahn-Abzweig geradeaus, nach links und von links · U-Bahn-Betriebs-/Güterbahnhof Streckenende und quer |  | Depot                   | Depot                   |
| U-Bahn-Haltepunkt / Haltestelle |  | Otoka                   | Otoka                   |
| U-Bahn-Bahnhof |  | Čengić vila             | Čengić vila             |
| U-Bahn-Haltepunkt / Haltestelle |  | Dolac Malta             | Dolac Malta             |
| U-Bahn-Haltepunkt / Haltestelle |  | Socijalno               | Socijalno               |
| U-Bahn-Haltepunkt / Haltestelle |  | Pofalići                | Pofalići                |
| U-Bahn-Haltepunkt / Haltestelle |  | Univerzitet             | Univerzitet             |
| U-Bahn-Abzweig geradeaus, nach links und von links · U-Bahn-Kopfbahnhof Streckenende und quer |  | Željeznička stanica     | Željeznička stanica     |
| U-Bahn-Haltepunkt / Haltestelle |  | Tehnička škola (Muzeji) | Tehnička škola (Muzeji) |
| U-Bahn-Haltepunkt / Haltestelle |  | Marijin Dvor            | Marijin Dvor            |
| U-Bahn-Abzweig geradeaus und nach links · U-Bahn-Strecke quer · U-Bahn-Strecke von rechts |  |                         |                         |
| U-Bahn-Abzweig geradeaus und nach links · U-Bahn-Bahnhof quer · U-Bahn-Abzweig geradeaus und nach rechts |  | Hamze Hume              | Hamze Hume              |
| U-Bahn-Haltepunkt / Haltestelle · U-Bahn-Strecke geradeaus |  | Skenderija              | Skenderija              |
| U-Bahn-Strecke · U-Bahn-Haltepunkt / Haltestelle |  | Park                    | Park                    |
| U-Bahn-Haltepunkt / Haltestelle · U-Bahn-Strecke geradeaus |  | Pošta                   | Pošta                   |
| U-Bahn-Strecke · U-Bahn-Haltepunkt / Haltestelle |  | Banka                   | Banka                   |
| U-Bahn-Haltepunkt / Haltestelle · U-Bahn-Strecke geradeaus |  | Drvenija                | Drvenija                |
| U-Bahn-Strecke · U-Bahn-Haltepunkt / Haltestelle |  | Katedrala               | Katedrala               |
| U-Bahn-Haltepunkt / Haltestelle · U-Bahn-Strecke geradeaus |  | Latinska ćuprija        | Latinska ćuprija        |
| U-Bahn-Strecke · U-Bahn-Bahnhof |  | Baščaršija              | Baščaršija              |
| U-Bahn-Haltepunkt / Haltestelle · U-Bahn-Strecke geradeaus |  | Vijećnica               | Vijećnica               |
| U-Bahn-Strecke nach links · U-Bahn-Strecke quer · U-Bahn-Strecke nach rechts |  |                         |                         |

Die Straßenbahn Sarajevo (bosnisch Sarajevski tramvaji) ist das Straßenbahn-System der bosnisch-herzegowinischen Hauptstadt Sarajevo. Es ist das einzige des Landes und wird vom kommunalen Verkehrsunternehmen Javno Komunalno Preduzeće – Gradski Saobraćaj Sarajevo betrieben. Seit 1984 wird die Straßenbahn vom Oberleitungsbus Sarajevo ergänzt.

## Geschichte

### Pferdebahn
Am 5. Oktober 1882 erhielt Sarajevo durch die k. k. Bosnabahn einen Anschluss an das Eisenbahnnetz der Region, das aus militärstrategischen Gründen in der schmalen Spurweite von 760 Millimetern ausgeführt war – der sogenannten bosnischen Spurweite. Jedoch lag der erste Bahnhof Sarajevos – ebenfalls aus strategischen Gründen – noch weiter außerhalb des Zentrums als der heutige, weshalb schon bald eine innerstädtische Verbindung erforderlich wurde.
Diese erfolgte zunächst am 1. Januar 1885 in Form einer Pferdebahn, die ebenfalls von der k. k. Bosnabahn geplant, gebaut und anfangs auch betrieben wurde und deshalb gleichfalls auf der für Straßenbahnen ungewöhnlichen 760-Millimeter-Spur fuhr. Die 3,051 Kilometer lange Straßenbahnstrecke verband den sogenannten Bosnabahnhof der Eisenbahn mit dem im Zentrum gelegenen Stadtbahnhof bei der Katholischen Kathedrale.
Vorteil dieser Lösung war der direkte Übergang der Güterwagen von der dampfbetriebenen Hauptstrecke auf die Straßenbahn, wobei der Güterverkehr mit Dampflokomotiven abgewickelt wurde. Bedient wurden beispielsweise das Postamt, das Zollmagazin, die Markthalle, die Tabakfabrik sowie weitere private Unternehmen im Stadtgebiet, die teilweise auch über eigene Anschlussgleise verfügten.
Eine weitere Besonderheit der Pferdebahn war die Mitbenutzung ihrer Infrastruktur durch die Lokalbahnzüge auf der Narentabahn von und nach Bad Ilidža (Ilidža banja) ab dem 28. Juni 1892, als die 1,28 Kilometer lange Stichstrecke innerhalb Ilidžas dem Verkehr übergeben wurde. Die Dampfzüge verkehrten dabei vom Bosnabahnhof aus kommend bis zum sogenannten Lokalbahnhof bei der Tabakfabrik beim Marienhof (Marijin Dvor) auf gut einem Kilometer auf den Gleisen der Straßenbahn.

### Elektrische Schmalspur-Straßenbahn
Zum 1. Mai 1895 wurde die Sarajevoer Straßenbahn schließlich elektrifiziert und um eine 1,850 Kilometer lange Zweigstrecke ergänzt. Im gleichen Jahr ging außerdem die k. k. Bosnabahn in den Bosnisch-Herzegowinischen Staatsbahnen auf. Es verkehrten fortan zwei Linien, wobei die eine – wie die vormalige Pferdebahn – den Bosnabahnhof mit der Kathedrale verband, während die zweite zwischen dem Bosnabahnhof und der Lateinerbrücke pendelte. An der Tabakfabrik teilten sich die beiden Strecken, wobei die neue, südlich verlaufende Strecke dem Ufer der Miljacka folgte und deshalb auch als Kailinie bezeichnet wurde. Mit der Errichtung der elektrischen Anlage war dabei das Unternehmen Siemens & Halske aus Wien betraut, das auch das dazu erforderliche Elektrizitätswerk errichtete. Auf diese Weise erhielt die Stadt zugleich eine Straßenbeleuchtung. Die elektrische Straßenbahn wurde auch als Stadtbahn bezeichnet.
Nach Mödling–Hinterbrühl (1883), Budapest (1887), Prag (1891), Baden, Gmunden und Lemberg (jeweils 1894) war sie dabei – noch vor der Hauptstadt Wien – die siebente Elektrische Österreich-Ungarns. Die erste Fahrzeuggeneration bestand aus sieben Triebwagen mit offenen Plattformen, für die warme Jahreszeit standen acht offene Sommerbeiwagen als Verstärkung zur Verfügung.
Für den am 1. September 1895 aufgenommenen elektrischen Güterverkehr, der jetzt auch das Kraftwerk in der Hiseta-Straße mit Kohle versorgte, standen ab 1895 bzw. 1897 je eine zweiachsige Lokomotive mit den Nummern 1 und 2 sowie ab 1903 eine vierachsige Maschine mit der Nummer 11 zur Verfügung. Täglich wurden etwa 30 Güterwagen zugestellt bzw. abgeholt. Die Lokomotive 1 war dabei ferner die erste schmalspurige Elektrolokomotive Österreichs.
Am 1. Januar 1897 übernahm die Stadt Sarajevo die Elektrische von den Bosnisch-Herzegowinischen Staatsbahnen, der Buchwert der Straßenbahngesellschaft betrug 104.863 Gulden. Daraufhin folgten erste Erweiterungen, etwa am 1. Dezember 1897 um 370 Meter von der Lateinerbrücke zum damaligen Rathaus und am 1. April 1898 eine 377 Meter lange Zweigstrecke von der Nationalbank durch die Mula Mustafe Bašeskije zur Kathedrale. Letztere diente der Trennung von Güter- und Personenverkehr, die Bestandsstrecke durch die Ferhadija-Straße blieb fortan dem Frachtverkehr vorbehalten. Um 1910 ersetzten schließlich die Liniennummern 1, 2 und 3 die zuvor verwendeten geometrischen Liniensignale.
Weitere Neubaustrecken führten ab 1923 von der Kathedrale zur Baščaršija (788 Meter), ab 1926 von Dolac Malta nach Čengić Vila (855 Meter, bereits 1936 wieder aufgelassen) und ab dem 27. Juli 1952 von der Tabakfabrik zum neuen Normalspurbahnhof.
Wenige Jahre vor Umstellung des Schmalspurbetriebes auf Normalspur erhielt die Straßenbahn Sarajevo im Jahr 1953 die Fahrzeuge der stillgelegten Straßenbahn Pirano–Portorose.

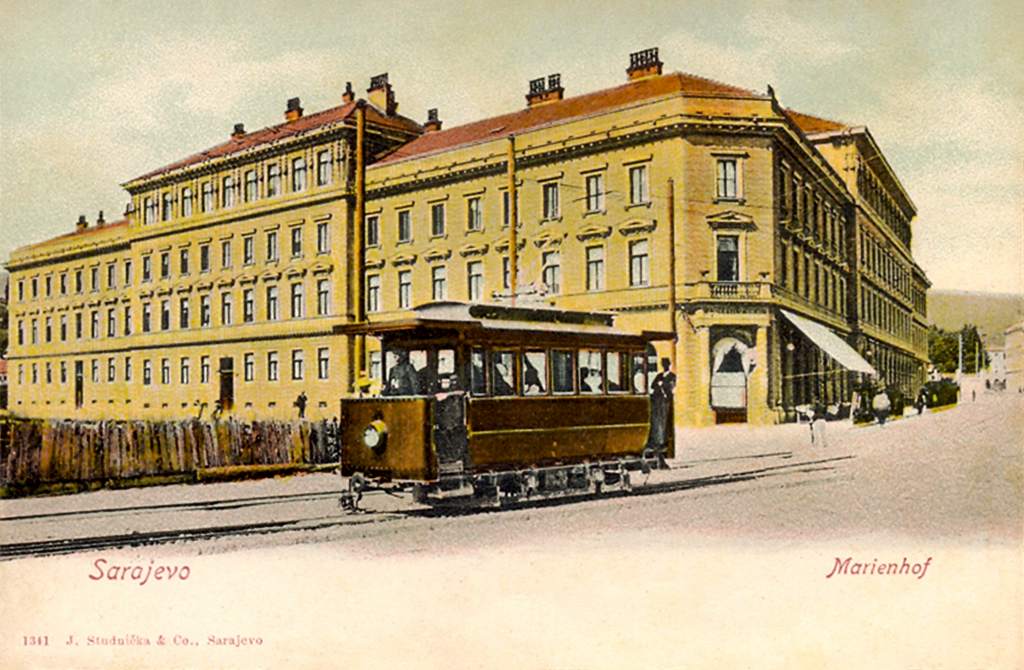
1901: Elektrische Straßenbahn beim Marienhof, wo sich anfangs die beiden Strecken teilten
Die 1895 gültigen Liniensignale
1896: ein Dampfzug auf Straßenbahngleisen beim Lokalbahnhof
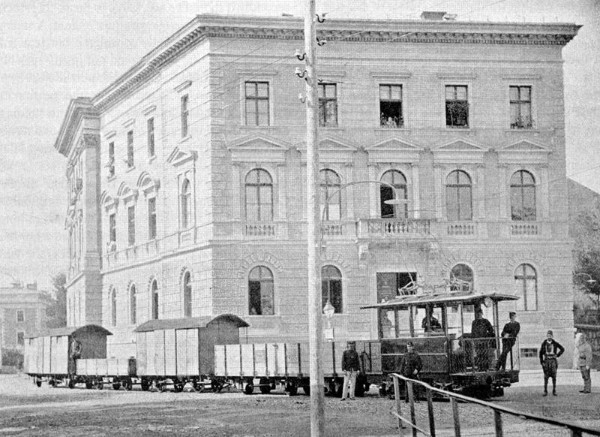
Güterzug der elektrischen Straßenbahn

### Normalspur
Zum 9. Oktober 1960 wurde die Schmalspur-Straßenbahn schließlich auf 1435 Millimeter Normalspur umgespurt, nachdem der Güterverkehr bereits in den 1920er Jahren endete. Wichtigste Änderung war dabei die Erweiterung nach Ilidža sowie der Lückenschluss zwischen Baščaršija und Rathaus und die damit verbundene Umstellung auf Einrichtungsbetrieb in der Innenstadt, wo seitdem eine große Häuserblockschleife gegen den Uhrzeigersinn befahren wird. Seitdem besteht das Streckennetz aus einer 10,7 Kilometer langen Ost-West-Verbindung sowie einer 400 Meter langen Zweigstrecke zum Bahnhof (Željeznička stanica) der Željeznice Federacije Bosne i Hercegovine.
Die Hauptstrecke führt über die wichtigste Ausfallstraße Sarajevos, sie folgt von Westen her gesehen zunächst dem Bulevar Meše Selimovića (ehemals: 6. proleterske brigade), der ab Čengić Vila dann Zmaja od Bosne (ehemals: Vojvode Radomira Putnika) heißt. Die Innenstadtschleife führt über Obala Kulina bana (ehemals: Obala Vojvode Stepe Stepanovića) zur Endstation Baščaršija und zurück über die nördlich parallel verlaufende Mula Mustafe Bašeskije und die Maršala Tita (ehemals beide: Maršala Tita).
Im Rahmen der Sanierung des Netzes wurden von September 2021 bis Herbst 2023 die Gleise des 8 km langen Streckenabschnitts Marijin Dvor–Ilidža grunderneuert. Im Rahmen des barrierefreien Ausbaus der Haltestellen war die Schaffung eines geschlossenen Systems durch Zugangssperren mit elektronischer Fahrscheinkontrolle vorgesehen, wurde aber zurückgestellt. Drei entsprechend ausgerüstete Haltestellen sind zunächst weiterhin frei zugänglich. Ab Herbst 2024 soll der Betriebshof modernisiert werden. Währenddessen ist die Abstellung der Fahrzeuge auf der Strecke zum Bahnhof vorgesehen.
Eine seit Jahrzehnten geplante, 6,5 km lange Streckenverlängerung von Ilidža nach Hrasnica wurde im Oktober 2019 beschlossen, ist seit Herbst 2023 in Bau und soll im Frühjahr 2025 eröffnet werden. Die Verlängerung umfasst 10 Haltestellen und soll umgerechnet ca. 25 Millionen Euro kosten, die durch ein Darlehen der EBRD finanziert werden sollen. Zusätzlich wurden am 26. April 2023 Pläne für eine Neubaustrecke vorgestellt, welche von der Haltestelle Nedžarići/Avaz aus in Richtung Südosten in den Stadtteil Dobrinja führen soll. Zusätzlich befindet sich eine Neubaustrecke in Untersuchung, welche vom Bahnhof aus in Richtung Norden nach Šip führen soll.

## Linien
Das aus 27 Haltestellen bestehende Streckennetz wird von insgesamt sechs Linien wie folgt bedient:
- 1: Željeznička stanica – Baščaršija
- 2: Čengić vila – Baščaršija
- 3: Ilidža – Baščaršija
- 4: Ilidža – Željeznička stanica
- 5: Nedžarići – Baščaršija
- 6: Ilidža – Skenderija

Die ehemalige Linie 7 Nedžarići – Skenderija wird nicht mehr betrieben. Die Hauptlinie 3 verkehrt von 5 bis 23:30 Uhr. Die übrigen Linien dienen als Verstärker, sie nehmen den Betrieb gegen 6 Uhr morgens auf und rücken zwischen 17:30 und 22:30 Uhr wieder ins Depot ein. An allen Endstellen stehen Wendeschleifen zur Verfügung, es werden ausschließlich Einrichtungsfahrzeuge eingesetzt.

## Fahrzeuge

### PCC-Triebwagen aus Washington D.C. in Sarajevo

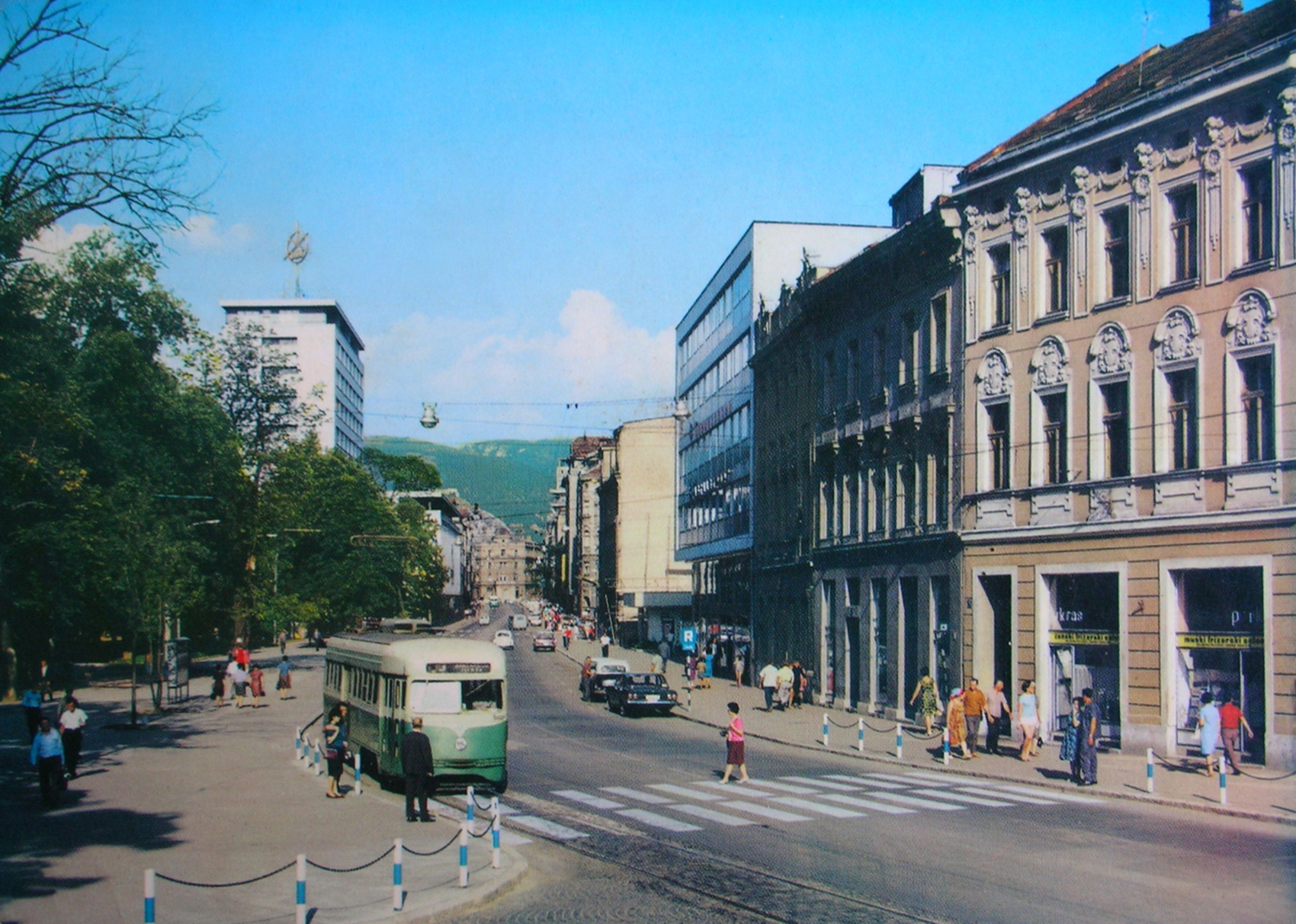
PCC-Wagen in Sarajevo (ca. 1966)

Als Ende der 1950er Jahre die Planungen für den Umbau zu einer Normalspurstraßenbahn anliefen, brauchte man auch entsprechende Triebwagen. Gerade in diesem Zeitraum wurde in Washington, D.C. das Straßenbahnnetz stillgelegt. Gebrauchte, in den Jahren 1941–1944 von der St. Louis Car Company gebauten Fahrzeuge waren zu einem Siebtel des Preises zu erhalten, den das kroatische Unternehmen Đuro Đaković für Neubaufahrzeuge verlangte. Sarajevo kaufte zunächst 50 Fahrzeuge und in einer zweiten Bestellung 21. Weitere Triebwagen wurden als Ersatzteilspender erworben und nie in Sarajevo in Betrieb genommen. Die Fahrzeuge erhielten die Fahrzeugnummern 1 bis 71. die letzten Fahrzeuge wurden 1984 ausgemustert. Zwischen 1967 und 1969 wurden 20 dieser Triebwagen zu 10 Gelenktriebwagen umgebaut. Diese hatten dann die Fahrzeugnummern 100 bis 109. Als Ergänzung wurden darüber hinaus zwischen 1967 und 1969 insgesamt 20 Straßenbahnen des Typs T3YU von ČKD Tatra beschafft, die zugunsten von Gelenkfahrzeugen des Typs K2YU bis 1983 wieder ausgemustert wurden.

### Aktuelle Fahrzeuge
Im September 2021 wurden 15 neue Niederflurwagen des Typs Tango NF3 bei Stadler Rail bestellt. Die Lieferung erfolgt schrittweise zwischen September 2023 und Sommer 2024. Die neuen Züge sollen einen Großteil des alten Wagenparks ersetzen. Im Dezember 2023 wurden weitere 10 Straßenbahnen bestellt. Seit dem 28. März 2024 werden die Fahrzeuge im regulären Fahrgastverkehr eingesetzt.
|  | Hersteller   | Typ       | Art         | Stück | Wagennummern                                                                                            | Baujahre   | Bemerkungen |
|  | ------------ | --------- | ----------- | ----- | --- | ---------- | --- |
|  | ČKD Tatra    | K2YU      | Sechsachser | 21    | 201, 206, 209, 210, 212, 217, 227, 231, 235, 237, 240, 244, 255, 257, 258, 261, 263, 271, 275, 277, 289 | 1973–1983  | ehemals 90 Stück, fehlende Wagen wurden teilweise zu Satra II und Satra III umgebaut                                                                                           |
|  | ČKD Tatra    | K2        | Sechsachser | 1     | 291 | 1973       | ehemals 2 Stück, 1997 von der Straßenbahn Bratislava übernommen |
|  | ČKD Tatra    | KT8D5K    | Achtachser  | 4     | 300–304                                                                                                 | 1989/1990  | Prototyp 500 entstammt einer Serie für die Straßenbahn Pjöngjang, das K in der Typenbezeichnung steht für Korea; Wagen 301–304 gebraucht von der Straßenbahn Košice übernommen |
|  | ČKD Tatra    | Satra II  | Sechsachser | 12    | 500–511                                                                                                 | siehe K2YU | 500 und 501 ehemals Straßenbahn Brünn, übrige Wagen zwischen 2004 und 2011 aus K2YU umgebaut                                                                                   |
|  | ČKD Tatra    | Satra III | Achtachser  | 4     | 601–604                                                                                                 | siehe K2YU | 601 ehemals Straßenbahn Brünn, übrige Wagen aus K2YU umgebaut, Niederflur-Mittelteil nachträglich eingesetzt                                                                   |
|  | Lohner       | Type E    | Sechsachser | 3     | 709, 713, 714                                                                                           | 1962–1964  | ehemals 16 Stück, zwischen 2005 und 2009 von der Straßenbahn Wien übernommen                                                                                                   |
|  | LHB          | 9G        | Achtachser  | 3     | 802, 805, 811                                                                                           | 1979/1980  | ehemals 13 Stück, 2009 von der Straßenbahn Amsterdam übernommen |
|  | LHB          | 10G       | Achtachser  | 1     | 815 | 1980       | ehemals 3 Stück, 2009 von der Straßenbahn Amsterdam übernommen |
|  | Duewag       | A5 / GT8  | Achtachser  | 16    | 901–909, 911–914, 917–919                                                                               | 1963–1968  | ehemals 20 Stück, 2015 von der Straßenbahn Konya übernommen, ursprünglich von der Straßenbahn Köln (KVB) stammend                                                              |
|  | Stadler Rail | Tango NF3 | Achtachser  | 25    | 001–025                                                                                                 | 2023–      | in Auslieferung Einsatz zunächst vorwiegend werktags tagsüber |

Daneben sind als historische Fahrzeuge der PCC-Wagen Nr. 71, ein normalspuriger Nachbau eines zweiachsigen Straßenbahnfahrzeuges aus der Zeit des Schmalspurbetriebs sowie ein Pferdebahnwagen vorhanden.